# 南新潟幹線
南新潟幹線（みなみにいがたかんせん）は、新潟県刈羽村の柏崎刈羽原子力発電所から群馬県中之条町の西群馬開閉所へ至る送電線。2系統あるうちのひとつで、新新潟幹線と併用されている。
柏崎刈羽原子力発電所から十日町市（旧中里村）に至る61kmの区間は50万Vの設計になっているが、そこから西群馬開閉所までの50kmの区間は100万Vに対応した設計となっている。しかし、電磁波による健康被害を懸念する地元住民からの反対運動もあり未だ100万Vの送電が行われる目処は立っていない。
全長111kmであり、201基の鉄塔により支持されている。鉄塔の高さは平均90mの高さ（100万V区間では平均110m）を持ち、三相交流の50万Vの送電が2系統行われている。1989年（平成元年）3月に着工し、1993年（平成5年）10月に竣工した。送電線は主に810mm2と610mm2の鋼心アルミより線を4導体束ねたものが用いられているが、100万V区間では810mm2の鋼心アルミより線を8導体束ねてある。